# Juliane Plambeck
Pour les articles homonymes, voir Viett.
Juliane Plambeck, née le 16 juillet 1952 à Fribourg-en-Brisgau, est membre de la deuxième génération de la Fraction armée rouge, et morte le 25 juillet 1980.

## Biographie
Le 9 septembre 1975, elle est arrêtée avec Inge Viett et Ralf Reinders dans une boutique à Berlin. Elle est accusée d'implication dans l'enlèvement de Peter Lorenz.
Le 7 juillet 1976, Inge Viett, Gabriele Rollnik, Monika Berberich et elle fuit la prison pour femmes à Lehrterstrasse de Berlin.
Le 25 juillet 1980, Elle et Wolfgang Beer ont un accident de circulation. Dans le véhicule accidenté est retrouvé, des faux papiers d'identité, des plaques d'immatriculation et plusieurs armes, dont un pistolet PM-63. Elle décède ce jour-là.
Elle est enterrée à Karlsruhe. L'inscription sur sa pierre tombale est emprunté à Friedrich Nietzsche.